# Indocalamus cordatus
Indocalamus cordatus är en gräsart som beskrevs av Tai Hui Wen och Y.Zou. Indocalamus cordatus ingår i släktet Indocalamus och familjen gräs. Inga underarter finns listade i Catalogue of Life.